# The Nylon Curtain
The Nylon Curtain ist das achte Studioalbum des US-amerikanischen Musikers Billy Joel. Es wurde im September 1982 veröffentlicht und ist eine der ersten Platten, die digital aufgenommen, abgemischt und remastert wurden.

## Hintergrund
Die einzelnen Titel des Werkes, vor allem „Laura“, „Surprises“, „Scandinavian Skies“ und „Where’s the Orchestra“, weisen direkte Einflüsse der Beatles und John Lennons auf und stellen zudem eine Hommage an das musikalische Vermächtnis der Gruppe dar. Zudem lenkte der Titel „Allentown“ die weltweite Aufmerksamkeit auf die gleichnamige Stadt im Osten Pennsylvanias und den Niedergang der Industrie in den Mittelatlantikstaaten.
Das Ende des letzten Titels „Where’s the Orchestra?“ verwendet eine vereinfachte Instrumentalversion des Leitmotivs von „Allentown“, sodass eine Schleife durch die Verknüpfung des ersten und des letzten Titels hergestellt wird.

## Veröffentlichung
Nach seiner Veröffentlichung im September 1982 schaffte „The Nylon Curtain“ den Sprung auf den siebten Platz der US-amerikanischen Album-Charts und wurde mit zwei Millionen verkauften Tonträgern in den Vereinigten Staaten zu einer der meistvertriebenen Platten des Jahres. Die Single-Auskopplung „Allentown“ erreichte Platz 17 der Single-Charts und wurde im Rundfunk zu einem der meistgespielten Stücke der frühen 1980er-Jahre.

## Titelliste
1. Allentown – 3:52
2. Laura – 5:05
3. Pressure – 4:40
4. Goodnight Saigon – 6:30
5. She’s Right on Time – 4:14
6. A Room of Our Own – 4:04
7. Surprises – 3:26
8. Scandinavian Skies – 6:00
9. Where’s the Orchestra? – 3:15

Sowohl die Musik als auch die Texte aller Titel stammen von Billy Joel.

## Kommerzieller Erfolg

### Chartplatzierungen
| ChartsChartplatzierungen       | Höchstplatzierung | Wochen |
| ------------------------------ | ----------------- | ------ |
| Deutschland (GfK)              | 34 (7 Wo.)        | 7      |
| Österreich (Ö3)                | 20 (2 Wo.)        | 2      |
| Vereinigte Staaten (Billboard) | 7 (35 Wo.)        | 35     |
| Vereinigtes Königreich (OCC)   | 27 (8 Wo.)        | 8      |

### Auszeichnungen für Musikverkäufe
| Land/Region               | Auszeichnungen für Musikverkäufe (Land/Region, Auszeichnung, Verkäufe) | Verkäufe  |
| ------------------------- | ---------------------------------------------------------------------- | --------- |
| Australien (ARIA)         | 2× Platin                                                              | 140.000   |
| Kanada (MC)               | Platin                                                                 | 100.000   |
| Niederlande (NVPI)        | Gold                                                                   | 50.000    |
| Vereinigte Staaten (RIAA) | 2× Platin                                                              | 2.000.000 |
| Insgesamt                 | 1× Gold · 5× Platin ·                                                  | 2.290.000 |

Hauptartikel: Billy Joel/Auszeichnungen für Musikverkäufe